# Chgrp

شکلی از دستور در محیط کد نویسی

فرمان chgrp (از Change Group) در سیستم‌عاملهای شبه‌یونیکس برای تغییر در گروه اختصاص داده شده به یک فایل استفاده می‌شود. برخلاف دستور Chown که فقط مدیر سیستم اجازهٔ استفاده از آن را داشت، کاربران عادی هم می‌توانند از فرمان Chgrp برای ایجاد تغییر در گروه اختصاص داده شده به فایل‌ها استفاده کنند، البته فقط بشرط اینکه جزء آن گروه باشند.

## طرز استفاده
شکل کلی استفاده از این دستور به صورت زیر است :
```
chgrp
 
''
group
''
 
''
target1
''
 
[
''
target2
''
 
..
]

```

- پارامتر group گروه جدید را معین می‌کند که می‌تواند نام یا شناسهٔ گروه باشد.
- پارمتر target۱ نشان دهندهٔ فایل یا دایرکتوری‌ای است که گروه آن باید تغییر داده شود.
- پارامتر target۲ فایل‌ها یا دایرکتوری‌های اضافی برای تغییر گروه دادن هستند.

## مثال کاربردی
```
$
 
ls
 
-l
 
ttt
-rw-r--r--
 
1
 
gbeeker
 
staff
 
545
 
Nov
 
04
 
2004
 
ttt
$
 
chgrp
 
system
 
ttt
$
 
ls
 
-l
 
ttt
-rw-r--r--
 
1
 
gbeeker
 
system
 
545
 
Nov
 
04
 
2004
 
ttt

```

در مثال بالا گروه دایرکتوری ttt از 'staff' به 'system' تغییر داده شد.